# Ruben Ambarzumjan

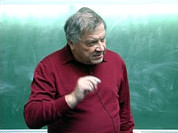
Rouben V. Ambartzumian

Ruben W. Ambarzumjan (russisch Рубен Викторович Амбарцумян, englisch Rouben V. Ambartzumian, armenisch Ռուբեն Համբարձումյան Ruben Hambardsumjan; * 28. Oktober 1941 in Jelabuga) ist ein sowjetisch-armenischer Mathematiker.

## Leben
Ambarzumjan ist der Sohn des Astrophysikers Wiktor Hambardsumjan und wuchs in Jerewan auf, wo er auch die meiste Zeit lebte. Er studierte ab 1959 an der Lomonossow-Universität Mathematik mit dem Diplom 1962, wurde 1968 am Steklow-Institut promoviert (bei Juri Wassiljewitsch Prochorow) und habilitierte sich dort 1975 (russischer Doktortitel). Ab 1968 war er Abteilungsleiter im Institut für Mathematik der Armenischen Akademie der Wissenschaften, an dem er seit 1962 ist.
1992 war er ein halbes Jahr Gastwissenschaftler an der Temple University.
Ambarzumjan befasst sich mit stochastischer Geometrie und Integralgeometrie und begründete in den 1970er Jahren die Richtung der kombinatorischen Integralgeometrie, über die er 1982 ein Buch verfasste. Er befasst sich auch mit der numerischen Lösung der in der Computer-Tomographie wichtigen Radon-Transformation.
Grundlage seiner kombinatorischen Integralgeometrie sind Buffon-Mengen im Raum von Hyperebenen (im Fall von Linien im euklidischen Raum entsprechen sie Nadel-Mengen aus dem Buffonschen Nadelproblem), Mengen-Ringe aus diesen Buffon-Mengen und deren kombinatorische Bewertungen. Seine kombinatorische Integralgeometrie fand internationale Anerkennung auf der Konferenz 200 years of Buffon problem of the needle in Sevan (Armenien) 1976 (in Zusammenarbeit mit der Royal Society und der Academie des Sciences).
Er lieferte in diesem Zusammenhang wichtige Beiträge zu Hilberts 4. Problem der Charakterisierung von Geometrien mit Geraden als Geodäten. In diesem Fall können die kombinatorischen Bewertungen seiner Integralgeometrie in Maße im üblichen Sinn überführt werden.
In den 2000er Jahren leitete er ein Projekt, die Schmelzphase von Eis in Hochlagen künstlich um einige Wochen zu verlängern und Schneedepots anzulegen, um die Wasserversorgung für die Landwirtschaft im Sommer zu optimieren (Freezwater Project).
1992 bis 2009 war er Herausgeber der Mathematik-Sektion der Abhandlungen der Armenischen Akademie der Wissenschaften (und dessen englischer Ausgabe Journal of Contemporary Mathematical Analysis).
Er war Invited Speaker auf dem Internationalen Mathematikerkongress in Vancouver 1974 (Solution of the Buffon-Sylvester problem and stereology). 1982 erhielt er den Rollo-Davidson-Preis. Er ist seit 1986 Mitglied der Armenischen Akademie der Wissenschaften.

## Schriften
- The solution of the Buffon-Sylvester problem in {\displaystyle R^{3}}. In: Zeitschrift für Wahrscheinlichkeitstheorie und Verwandte Gebiete. Band 27, Nr. 1, 1973, S. 53–74, doi:10.1007/BF00736008.
- Combinatorial solution of the Buffon Sylvester problem. In: Zeitschrift für Wahrscheinlichkeitstheorie und Verwandte Gebiete. Band 29, Nr. 1, 1974, S. 25–31, doi:10.1007/BF00533183.
- A note on pseudo-metrics on the plane. In: Zeitschrift für Wahrscheinlichkeitstheorie und Verwandte Gebiete. Band 37, Nr. 1, 1976, S. 145–155, doi:10.1007/BF00536777.
- Combinatorial integral geometry. With applications to mathematical stereology. John Wiley & Sons, Chichester u. a. 1982, ISBN 0-471-27977-3.
- als Herausgeber mit Wolfgang Weil: Stochastic geometry, geometric statistics, stereology. Proceedings of a conference held at Oberwolfach, 1983 (= Teubner Texte zur Mathematik. 65, ISSN 0138-502X). Teubner, Stuttgart u. a. 1984.
- Factorization Calculus and Geometric Probability (= Encyclopedia of Mathematics and Its Applications. 33). Cambridge University Press, Cambridge u. a. 1990, ISBN 0-521-34535-9.
- mit Joseph Mecke, Dietrich Stoyan: Geometrische Wahrscheinlichkeiten und Stochastische Geometrie. Akademie Verlag, Berlin 1993, ISBN 3-05-501449-9.
- mit Victor K. Ohanyan: Parametric versions of Hilbert’s fourth problem. In: Israel Journal of Mathematics. Band 103, 1998, S. 41–65, doi:10.1007/BF02762267.